# Drumul european E581
Drumul european E581 este o cale secundară a transporturilor rutiere din Europa și se formează la Tișița, aproape de Mărășești, din Drumul European E85, continuându-se pe la vest de orașul Tecuci, Bârlad, Huși, Albița, Leușeni, Chișinău, la nord de Tiraspol, Odesa, unde se întâlnește cu drumurile europene E87 și E95.

Pe teritoriul României și al Republicii Moldova, Drumul european E581 este o componentă a coridorului IX european (cale ferată și șosea, pe o distanță de 3400 de km): Helsinki - Sankt Petersburg - Moscova - Kiev - Chișinău - București - Dimitrovgrad - Istanbul - Alexandropolis.